# William Robertson
William Robertson, född den 19 september 1721 i Borthwick i Midlothian, död den 11 juni 1793 i Edinburgh, var en skotsk historiker.
Robertson studerade vid Edinburghs universitet och erhöll vid 22 års ålder ett litet pastorat. Han gjorde sig snart bemärkt för sin vältalighet och beslutsamma karaktär samt blev ledare för det moderata partiet inom skotska kyrkan. Efter utgivandet av sitt första historiska arbete blev han 1759 kaplan i Stirling Castle, 1761 hovpredikant, 1762 rektor för Edinburghs universitet och 1763 rikshistoriograf. Robertson vann med ens rykte genom arbetet History of Scotland during the Reigns of Queen Mary and James the Sixth (2 band, 1759; många upplagor). 
Ett för sin tid högt värde äger även The History of the Reign of the Emperor Charles the Fifth (3 band, 1769, flera upplagor; svensk översättning "Willhelm Robertsons historia om kejsar Carl V:s regering", 1800-04, i 4 delar; de två första, innehållande "Inledningen", översatta av Elis Schröderheim, de senare av Carl Eckerbom), med den berömda, men av hans samtids ytliga och ohistoriska uppfattning av medeltida förhållanden alltigenom präglade inledningen över europeiska samhällets tillstånd under medeltiden. 
Han författade dessutom History of America (1777, 3:e upplagan 1829; svensk översättning 1796) och Historical Disquisition Concerning the Knowledge which the Ancients had of India (1791). I avseende på vid historisk blick står Robertson framom sina bägge stora samtida och vänner Hume och Gibbon. Han utmärker sig för oväld, grupperingskonst, en i hög grad klar och harmonisk stil samt liv och högstämdhet i skildringar, men torftigheten av de källor han hade att tillgå har gjort, att hans arbeten så småningom blivit föråldrade.